# Ulvenatten
Ulvenatten är en norsk långfilm från 2008 i regi av Kjell Sundvall.

## Handling
Mitt under direktsändning kapas Norges mest populära debattprogram av tjetjenska terrorister som kämpar för ett fritt Tjetjenien. Under nio timmar håller de publiken som gisslan, där bland annat den norska utrikesminister, en ledande stortingspolitiker och programledaren Kristen Bye återfinns. En svår förhandling inleds med polisen.

## Rollista
- Anneke von der Lippe – Kristin Bye
- Dejan Cukic – terrorist
- Christian Skolmen – gisslanförhandlare
- Ingar Helge Gimle
- Jørgen Langhelle
- Stig Henrik Hoff
- Ramadan Huseini
- Lars Arentz-Hansen
- Ramil Aliyev – Chechen, student

### Fotnoter
1. 1 2  ”Ulvenatten”. Svensk Filmdatabas. http://sfi.se/sv/svensk-filmdatabas/Item/?itemid=66628&type=MOVIE&iv=Basic. Läst 25 juli 2012.